# Honeyania colla
Honeyania colla is een vlinder uit de familie van de spinneruilen (Erebidae). De wetenschappelijke naam van deze soort is voor het eerst voorgesteld als Xanthoptera colla door William Schaus en W. G. Clements in een publicatie uit 1893.
De soort komt voor in Sierra Leone, Ivoorkust, Ghana en Soedan.